# Rafael Adam Baiges
Rafael Adam Baiges fue un compositor español, nacido en Valls (Tarragona) el 10 de octubre de 1886 y fallecido en Barcelona en 1952 de un cáncer de estómago.

## Historia
Casi toda su vida transcurrió en Barcelona, en la calle Conde del Asalto (hoy Nou de la Rambla), cerca de la avenida del Paralelo, donde estrenó muchas de sus obras en diferentes teatros de esa conocida avenida barcelonesa.
Su obra más famosa es el fado Blanquita (1918), que la hizo muy popular la célebre artista Blanquita Suárez. En la actualidad aún se interpreta asiduamente en América Latina.
Se casó con la bailarina Jesusa García apodada "La Bilbaina", con la que tuvo dos hijas: Josefa (1914-?) y Antonia (1917-noviembre 2014)
Aparece en el listado de Vallenses ilustres de su ciudad natal.

## Otras obras de especial relevancia
- La Hija de un Muezín (1927). Género: Fox-trots. Letra de S. Valverde y R. Raflfles. Creación de Luisita Esteso. Editada en Barcelona.
- La Mistinguet. (1915) Género: Cuplé. Adam, Costa, N. de Molina y Castañar.
- La Promesa yo quiero ser torero.
- Cazalla, tango de la Zarzuela "La Reina del Barrio Chino" 1927
- Una tarde de mayo (pasodoble)(1927)
- La Ramilletera. (1912) Letra de Manuel Rosas.

- La Regina (sardana) Autor de la música: Adam i Baiges, Rafael  Autor de la letra: Lusinyan i Bilitis  Letra:  Els catalans tenim Regina,  que és la que guarda nostre cor;  els catalans tenim Regina  que també ho és del nostre amor.  Al bell cor de nostra terra  en el cim més enlairat,  hi ha Madona moreneta  que és la flor del Montserrat.  En el cim d'aquella serra,  Catalunya entera es veu  des del mar, que els peus li besa,  al capsal del Pirineu.  Allà canta nostra terra,  canta l'aigua, canta el vent;  allà hi trona amb llampegades  quan li parla el firmament.  Catalunya, rica i plena,  que ets d'Espanya gran comptat,  posa vela a l'esperança  des del cim del Montserrat!
- ¡Mimosa! (1917). Género: Canción. Letra: Juan Martínez Abades. Creación de Raquel Meyer y Blanquita Suárez.
- Saeta (1927). Género: Saeta. Letra: R. Raffles. Creación de Mari Díaz. Editada en Barcelona.
- Visca el Paral.lel, que aunque firmada por un tal N. Pérez, está reconocida en la SGAE por el Maestro R. Adam. Gullermina Motta la popularizó en los años 80 en su disco Remena Nena.
- El mocito torero (1931) Género:Pasodoble. Letra de Ginés Miralles ; música de Rafael Adam; Se editó en Barcelona.
- La Gitanilla. (1912?) Género: Canción. Letra de M. Rosas.Se editó en  Barcelona (Conde de Asalto, 28).
- ¡Que dirá!: La rumba de los negritos. (1912?) Letra de Caireles. Lugar de publicación: Madrid (Infantas, 19 y 21)
- De seis a siete. (1915) Letra de Álvaro Retana; música de R. Adam.
- La Reina del Barrio Chino.
- Pepa Legüilla.  Letra de Currito y Gálvez. Intérprete: Blanquita Suárez.
- Casos raros couplets. (1912)  Letra de Copérnico Olver ; música de Rafael Adam; Lugar de publicación: Barcelona (Conde del Asalto, 28, 1º)
- Flores llevo: Pregón andaluz. (1930) Letra de R. Gálvez. Intérprete: Pepita Llaser
- ¡Ay, mamá! (1930) Género: Charlestón.  Letra: Caro, Landeyra y Villajos
- La viuda cañón. (1927) Género: Marcha.
- Yo he nacido sevillana. (1923) Género: Pasacalle.
- El miureño (Pasodoble español) (1930)
- La flor de Bohio : Pericón Vidalita  (entre 1900-1920)
- ¡Llora la farruca! (1912) Letra de Manuel Rosas
- Por el canal. (1912) Género: Napolitana.  letra de Manuel Rosas.
- Soltera y sola. (20 octubre 1943) Letra de R. Raffles.

### Colaboraciones
- Caleseras. (1927) Modesto Romero. Hispana tirana / N. de Molina, J. Costa y R. Adam;
- El Chiripá (1917) letra de E. Nieto de Molina ; música de J. Costa y R. Adam;
- Fado Blanquita (1918) letra de R. Adam ; música original del maestro Álvaro Retana;
- Golondrina de mi alero (1919)
- Periodista del amor. (1917) Caireles R. Adam y J. Costa Casals
- Saeta (1927)

### Repertorio musical completo
- Abrileña – Agua fuerte – A la guerra – Al pasar la Macarena – ¿”Amos”, cállate “Pelanas”? – Aún hay chulas
- Bandera mía
- Campanas de Albaicín – ¡Casi ná! – Casos raros – Celoso – Chula clásica
- Desplantes
- El doble sis – El boxeador – El chiripá – El mocito torero – El timo del portugués – El violón – En el molino rojo
- Fado Blanquita – Flores llevo – Flor valenciana
- Giralda mía
- Hispana tirana
- Idiomas
- Juegue usted…
- La flor del Bohío – La gitana Campanilla – La gitanera – La gitanilla – La Mistinguett – La Perla de Triana – La ramilletera – Las cosas del querer – La solterona – Llora la Farruca
- Mari-Rosa, la coqueta – ¿Me quiere V. a mi? – Mi torero
- Por el canal – Público exigente
- ¡Qué dirá!
- Rubí
- Soltera y sola – Soy trianera
- Visca el Paral·lel!
- Yo he nacido sevillana – Yo no tengo quién me quiera – ¿Y pa qué?

### Repertorio como letrista
El viejo bailarín – Jardinerita bonita – La danza nueva – La Perla de Triana – No pretendas que te quiera – Sal andaluza – Un pollo muy gentil